# Баликтиколь (Капанбулацький сільський округ)
Баликтико́ль (каз. Балықтыкөл) — село у складі Жарминського району Абайської області Казахстану. Входить до складу Капанбулацького сільського округу.
Населення — 77 осіб (2021; 78 у 2009, 141 у 1999, 184 у 1989).
Національний склад станом на 1989 рік:
- казахи — 75 %

Станом на 1989 рік село називалось Скотоімпорт, у радянські часи мало також назву Баликти-Коль.